# توليب

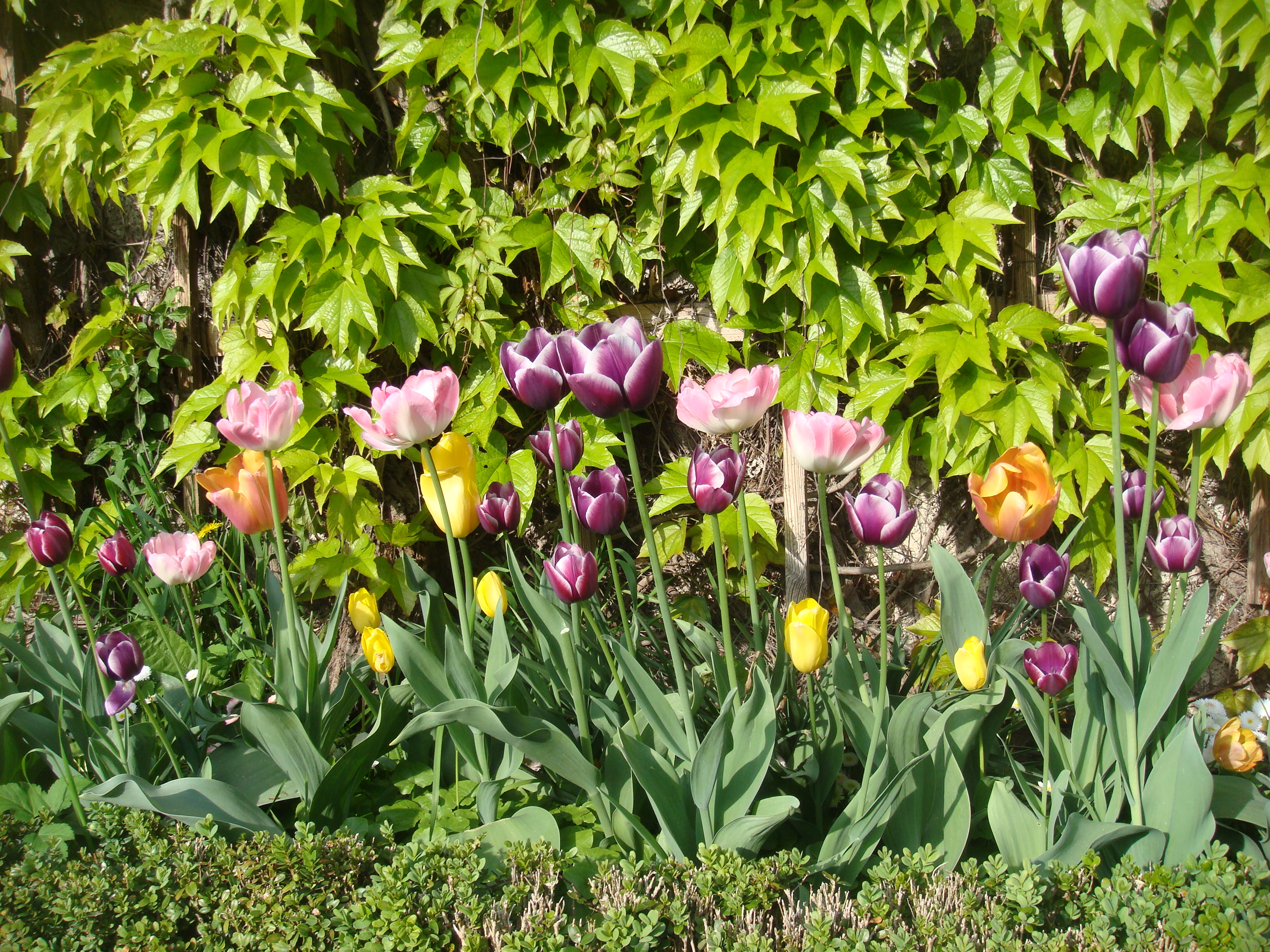
أزهار توليب بعدة ألوان

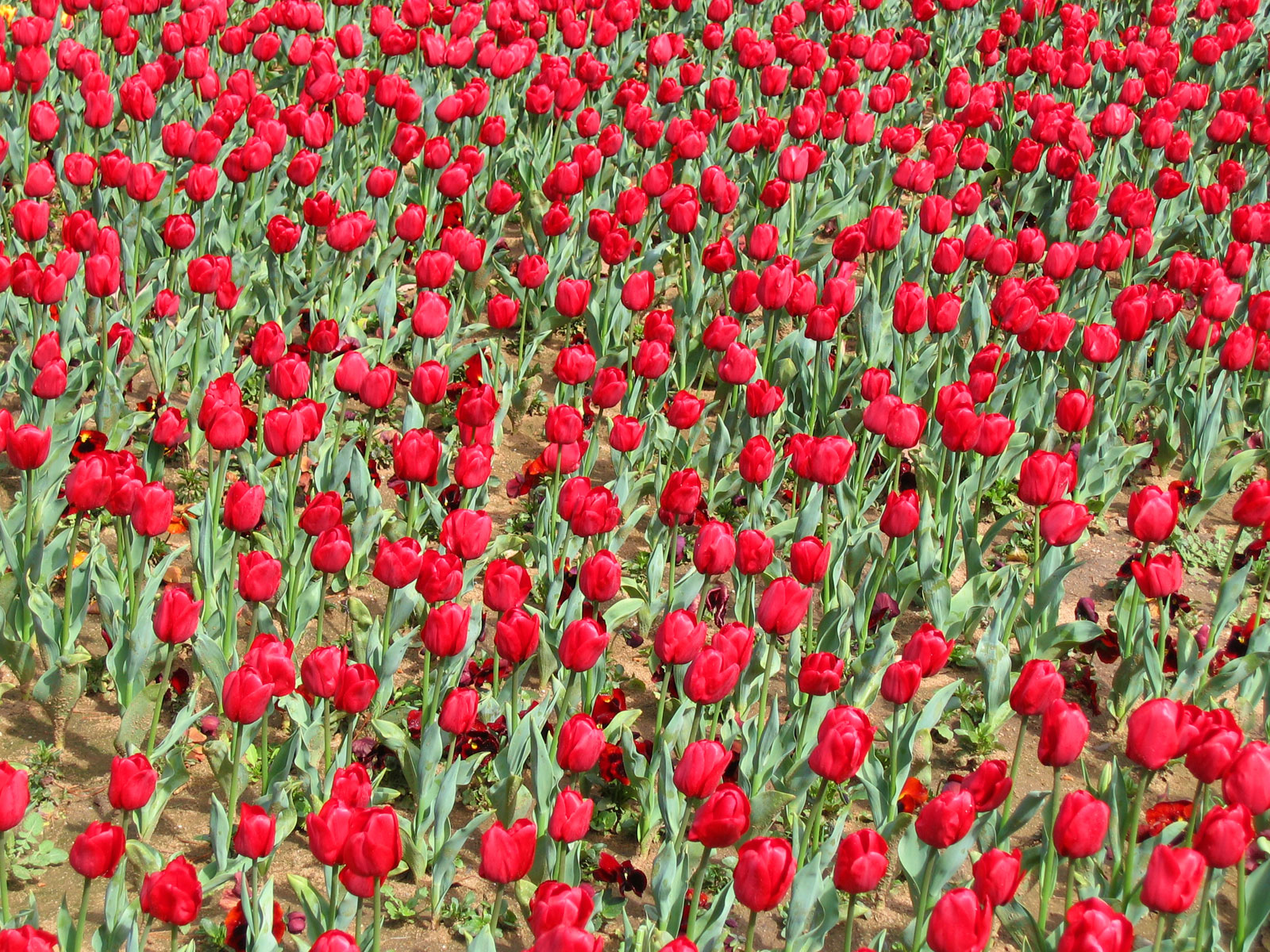
أحد حقول التوليب في مدينة كانبرا الأسترالية

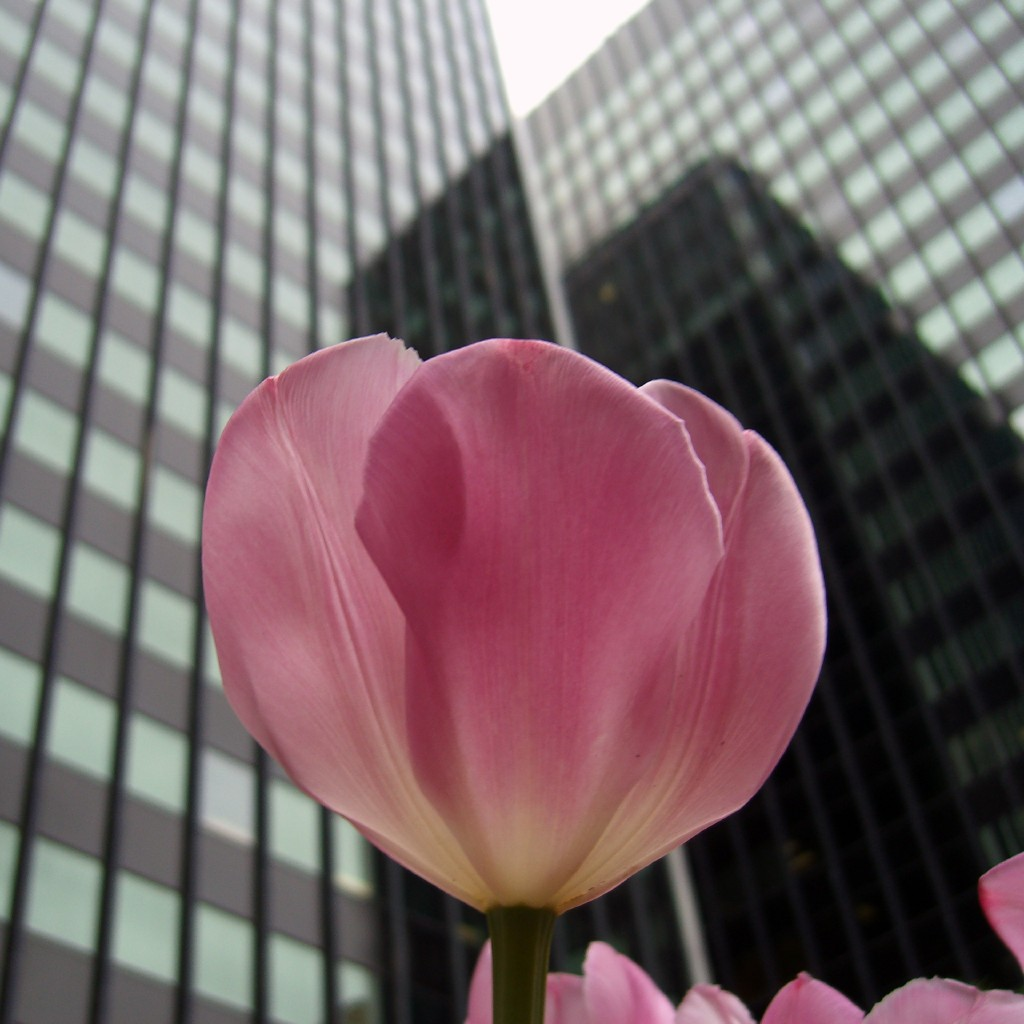
تزرع التوليب بكثرة في الحدائق والمسطحات الخضراء داخل المدن

التُّولِيب  أو خزامي (بالإنجليزية: Tulip)‏ ويُسمّى في العربية اللَعْلَع، هو جنس يتبعه 100 نوع من النباتات المزهرة التابعة للفصيلة الزنبقية. من مواطنه الأصلية أوروبا، المغرب العربي، آسيا، الأناضول، إيران، شرق وشمال شرق الصين واليابان.
عادةً ما تكون الأزهار كبيرة الحجم ومبهجة ومفعمة بالألوان الزاهية، وتكون عادةً حمراء أو زهرية أو صفراء أو بيضاء (عادةً ما تكون بألوان دافئة).

## الوصف
بصلة شتوية لزهرتها شكل عمامة تتنوع ألوانها وأطوالها حسب نوعيتها وتتميز بأنها تبقى فترة طويلة نظرة حتى بعد قطفها. وتحظى بهالة رومانسية شديدة لما تتمتع به من أناقة وجمال. كما أنها حظيت بأهمية اقتصادية عظيمة في أوروبا إبان ما سمي بجنون التوليب. ولا تزال حتى يومنا هذا رمزاً للحب والأناقة والجمال.

### ألوانها
كانت "Semper Augustus" أغلى أزهار التوليب خلال فترة جنون التوليب في القرن السابع عشر.
كتب نيكولاس فان واسينير في عام 1624 بعد رؤية الزنبق في حديقة الدكتور أدريان باو، مدير شركة الهند الشرقية الجديدة:
” اللون أبيض، مع وجود القرمزي على قاعدة زرقاء، ولهب متصل حتى أعلاها.“.
مع محدودية العينات الموجودة في ذلك الوقت وأكثرها مملوكة لدكتور باو، يعتقد البعض أن رفضه بيع أي زهور؛ على الرغم من العروض المتصاعدة بشكل كبير قد أثار الهوس.
تأتي أزهار التوليب في مجموعة متنوعة من الألوان، باستثناء اللون الأزرق النقي (العديد من زهور التوليب التي تحتوي على «أزرق» في الاسم لها لون بنفسجي باهت)، وخالية من الرحيق.
عادة ما تكون أزهار التوليب خالية من الرائحة وهي أروع الصفات الزهرية. اعتبر الهولنديون هذا النقص في الرائحة فضيلة؛ لأنه يدل على عفة الزهرة.

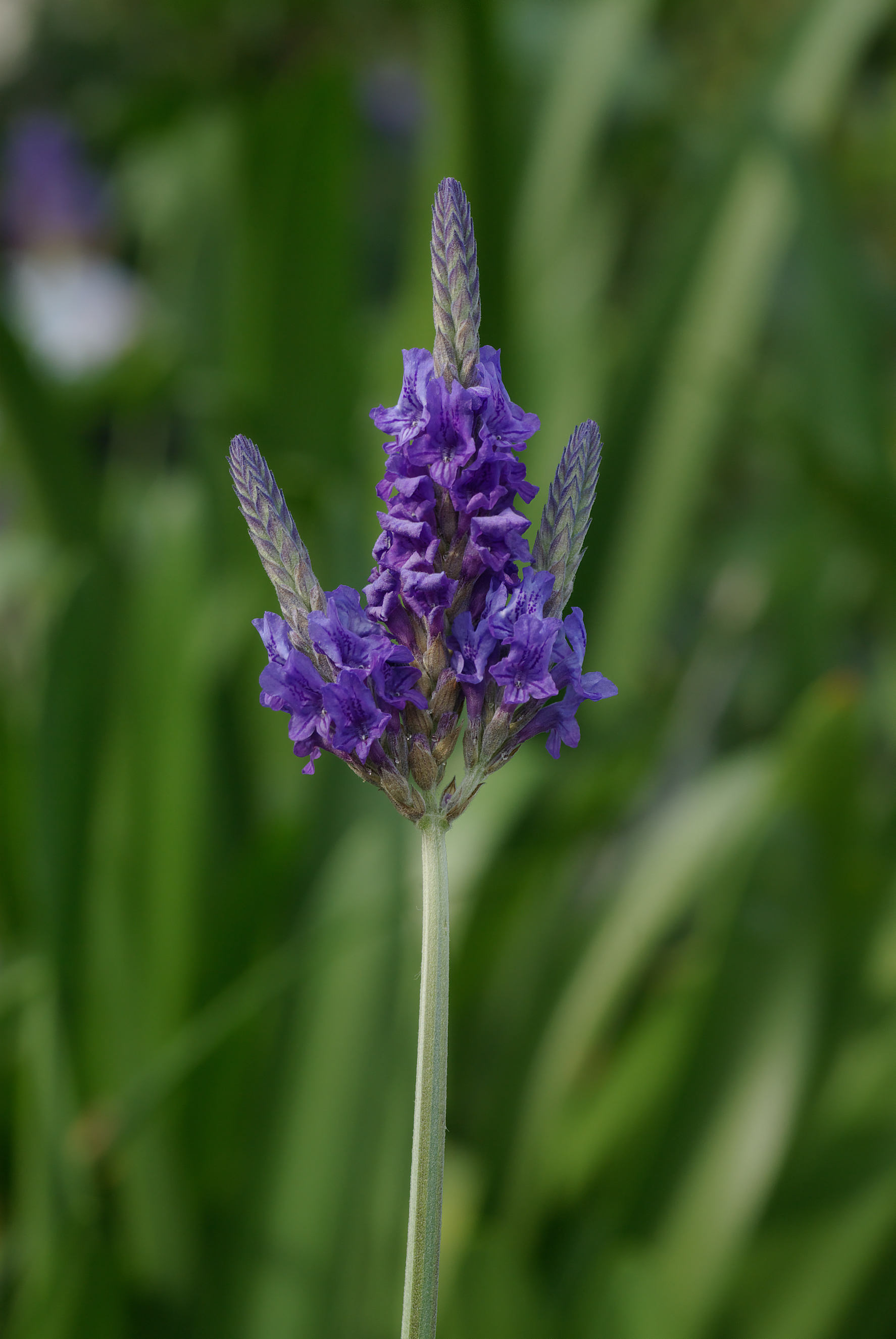
زهرة التوليب بلون البنفسجي

بينما يمكن تربية زهور التوليب والاعتناء بها بمجموعة متنوعة من الألوان، إلا أنه كان من الصعب تحقيق التوليب باللون الأسود تاريخيًا. تعتبر توليب ملكة الليل أقرب الزهور إلى الأسود، على الرغم من أنها في الواقع أرجوانية داكنة ولامعة - ومع ذلك، تأثير يقدره الهولنديون. تمت تربية أول توليب سوداء حقيقية في عام 1986 على يد مزارع زهور هولندي في بوفينكارسبل بهولندا. تم إنشاء العينة عن طريق تهجين اثنين من زهور التوليب الأرجوانية الداكنة، توليب ملكة الليل وتوليب وينرفالد.

### كيمياء النبات
التوليبانين هو أنثوسيانين موجود في زهور التوليب. إنه 3-روتينوسايد من دلفيندين. يمكن أيضًا العثور على المركبات الكيميائية المسماة توليبوزيد وتوليبالينز في زهور التوليب وهي مسؤولة عن الحساسية. توليبالين أ، أو ألفا ميثيلين غاما بيتيرولاكتون، هو المواد الشائعة التي تسبب الحساسية، تتولد عن التحلل المائي للجلوكوزيد توليبوزيد أ. وهو يسبب التهاب الجلد الذي يكون في الغالب مهنيًا (أي يصيب غالبًا العاملين) حيث تؤثر على فارزات بصيلات الزنبق وبائعي الزهور الذين يقطعون السيقان والأوراق. تعتبر توليبانين A و B سامة للخيول والقطط والكلاب.
يتكون لون التوليب من صبغتين تعملان في تناغم؛ لون أساسي يكون دائمًا أصفر أو أبيض، ولون أنثوسيانين ثانٍ. يحدد مزيج هذين اللونين اللون الوحدوي المرئي. يحدث تكسر الزهور عندما يقوم الفيروس بقمع الأنثوسيانين ويظهر اللون الأساسي كخطوط.

## حياتها
يحين موعد الزراعة في أواخر الصيف وأول الخريف، ويُزهر في الربيع. ينمو التوليب في المناطق المعتدلة المائلة إلى البرودة، ويتميّز بسهولة زراعته وبقدرته على تحمّل برد الشتاء القارص.
التوليب من الأزهار المعمّرة، أي أنه يعيش لأكثر من سنتين. يُزرع التوليب من الأبصال، وهي حبّات تُشبه نبات البصل من حيث الشكل. تنمو أزهار التوليب بمختلف أنواعها على ساق تتراوح طولها بين 10 و 70 سنتمتر. تحمل الأزهار ما بين ورقتين و 6 أوراق خضراء تبدو وكأنها مغطاة بالشمع، ومنها أنواع تحمل 12 ورقة.
سرعة تفتّح الأزهار تعتمد على المكان الذي توضع فيه الأوعية. إذا وضعتَ الأوعية في الشتاء داخل المنزل حيث الحرارة المعتدلة، ستتفتّح الأزهار بسرعة. وإذا وضعتها على الشرفة حيث درجة الحرارة تقل عن 20 مئوية، ستبقى الأزهار مغلقة حتى مجيء الربيع. وفي الربيع تُجمع أزهار التوليب وأثناء نمو النباتات ينمو بجوار البصلة التي أزهرت عدة أبصال أُخرى تُجمع وتوضع في ثلاجات بدرجات حرارة معينة طوال فصل الصيف حتى تُصبح صالحة للزراعة في الخريف.
و لزهرة التوليب حياتان:
حياة فوق الأرض تنتهي بالأزهار ذات الألوان الجميلة الحمراء والصفراء والوردية. وحياة أُخرى تنتهي بتكوين الأبصال الجديدة.

## الزراعة والحصاد
تنتشر زراعتها في كافة أنحاء العالم وتشتهر بإنتاجها هولندا. تزرع أزهار التوليب في الحدائق وفي الأصص. ويناسبها موسم تشرين الأول/أكتوبر للزراعة، مع الاهتمام بالري المنتظم وإزالة الأعشاب، وإضافة السماد المعدني. عادة ما يعمد المزارعون إلى قطف الأزهار في فترة الصباح الباكر بعد ظهور البراعم الزهرية وقبل تفتحها.

## قصة التوليب بين هولندا وكندا
ولقد انتقلت هذه الأزهار أوروبا منذ 400 سنة من الدولة العثمانية التي اشتهرت بذلك وانتشرت بها فوجدت عناية خاصة بزراعتها في هولندا التي أصبحت رمزاً لها ومصدر دخل كبير لها حيث تُصدِّر هولندا منها سنوياً بليوني بصلة!
ولا يزور أحد هولندا إلا ويشتري أبصالاً لهذه الزهرة الرائعة.
وقصة التوليب في كندا تعود إلى عام 1945 قبيل انتهاء الحرب العالمية الثانية إذ استقبلت كندا في ذلك الوقت الملكة جوليا ملكة هولندا التي تركت بلدها إثر اندلاع الحرب واستقبلها الكنديون في بلادهم ومنحوها مساحة من الأرض لتكون أرضاً هولندية حتى تستطيع أن تنجب وليّ العهد في أرض هولندية كما ساهموا في تحرير هولندا.
وعِرفاناً منها بجميلهم أرسلت لهم الملكة مائة ألف زهرة من زهور التوليب ليزرعوها في بلادهم وتحولت بالتالي إلى رمز عالمي للصداقة بين الشعبين.

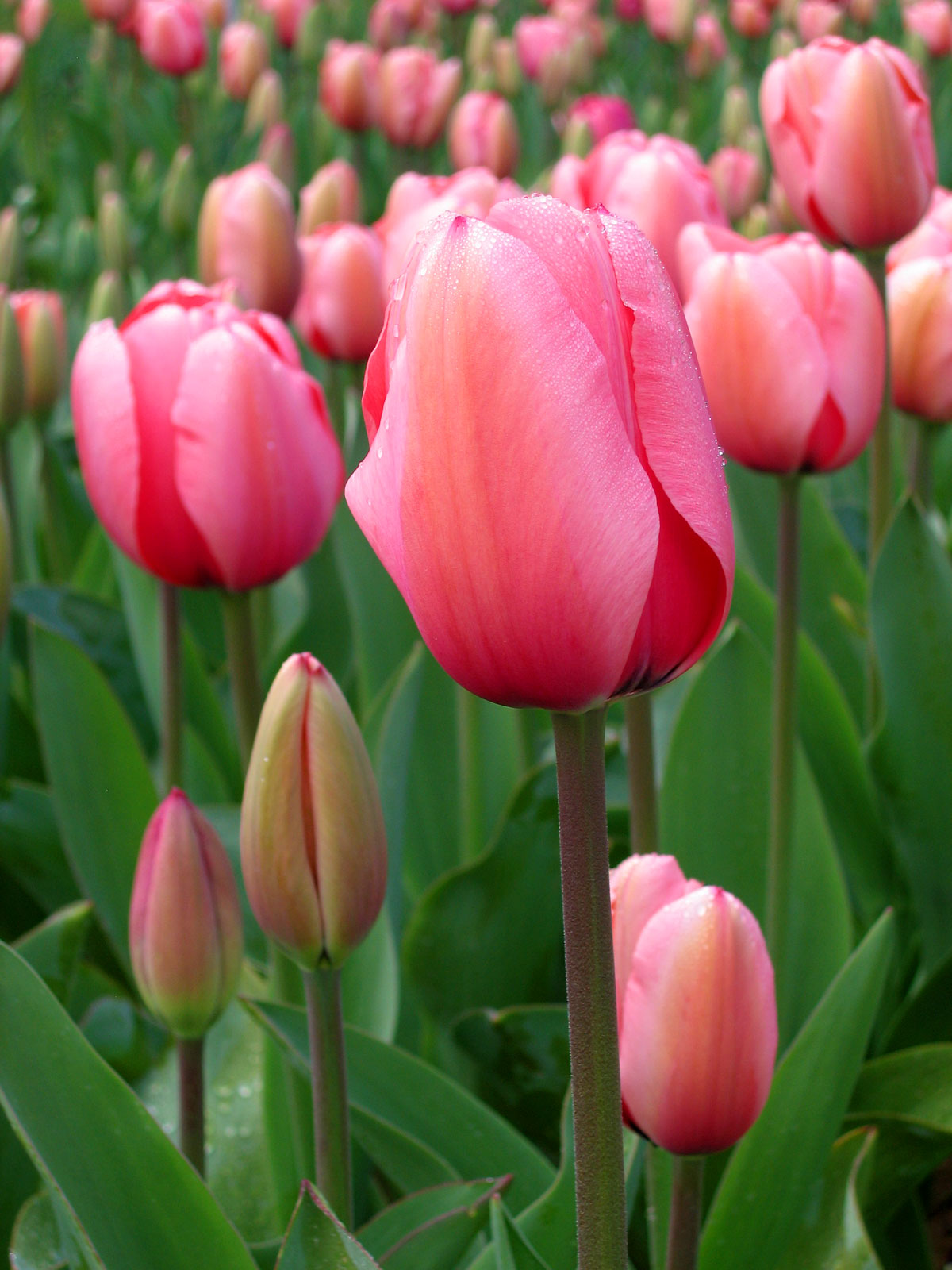

## من أنواع التوليبالواطنةفيالوطن العربي
- توليب أجنبي (باللاتينية: Tulipa agenensis) في بلاد الشام وقبرص وتركيا
- توليب حرجي (باللاتينية: Tulipa sylvestris) في المغرب العربي ومعظم مناطق أوروبا
- توليب حلبي (باللاتينية: Tulipa aleppensis) في بلاد الشام وتركيا
- توليب جولي {{|Tulipa julia}} في بلاد الشام وتركيا والقوقاز
- توليب زهرة الربيع (باللاتينية: Tulipa primulina) في المغرب العربي
- توليب لبناني (باللاتينية:  				Tulipa libanotica) في بلاد الشام
- توليب متعدد الألوان (باللاتينية: Tulipa polychroma) في بلاد الشام ومصر ويوغوسلافيا السابقة والقوقاز
- توليب متواضع (باللاتينية: Tulipa lownei) في بلاد الشام
- توليب منقبض (باللاتينية: Tulipa systola) في بلاد الشام

## من أنواعه الأخرى
| - توليب أجنبي (Horned Tulip) - Tulipa armena - Tulipa aucheriana - Tulipa batalinii - Tulipa bakeri - Tulipa biflora - Tulipa borszczowii - Tulipa butkovii - Tulipa carinata - Tulipa celsiana - Tulipa clusiana (Lady Tulip) - Tulipa cretica - Tulipa cypria - Tulipa dasystemon - زنبق خزامي - Tulipa dubia - Tulipa edulis - Tulipa ferganica - Tulipa goulimyi - Tulipa greigii | - Tulipa heterophylla - Tulipa hoogiana - Tulipa humilis - Tulipa hungarica - Tulipa iliensis - Tulipa ingens - Tulipa kaufmanniana (Waterlily Tulip) - Tulipa kolpakowskiana - Tulipa kurdica - Tulipa kuschkensis - Tulipa lanata - Tulipa latifolia - Tulipa lehmanniana - Tulipa linifolia (Bokhara Tulip) - Tulipa marjolettii - Tulipa mauritania - Tulipa micheliana - عنم ‏ - Tulipa orphanidea (Orange Wild Tulip) - Tulipa ostrowskiana | * Tulipa praecox - Tulipa praestans - Tulipa pulchella - Tulipa saxatilis - Tulipa sprengeri - Tulipa stapfii - Tulipa subpraestans - Tulipa sylvestris (Wild Tulip) - Tulipa taihangshanica - Tulipa tarda - Tulipa tetraphylla - Tulipa tschimganica - Tulipa tubergeniana - Tulipa turkestanica - Tulipa undulatifolia - Tulipa urumiensis - Tulipa urumoffii - Tulipa violacea - Tulipa whittalli |

## وصلات خارجية
- التوليب القديم
- : معلومات عن 3700 اسم لأزهار التوليب
- صور للتوليب
- أنواع التوليب